# Powstanie tybetańskie 1959
Powstanie tybetańskie 1959 – rozpoczęte 10 marca 1959, kiedy w Lhasie, stolicy Tybetu (który od 1951 był pod kontrolą Chińskiej Republiki Ludowej) wybuchła antychińska i antykomunistyczna rewolta.
Rocznice powstania są traktowane przez niepodległościowe środowiska tybetańskie jako Dzień Powstania Tybetańskiego (lub Dzień Tybetańskiego Powstania Narodowego).

## Historia[1]
W późnych latach pięćdziesiątych w Lhasie stopniowo narastała liczba przeciwników obecności Chin w Tybecie. W 1956 wybuchły zbrojne rewolty w prowincjach Kham i Amdo, które przyczyniły się do rozmieszczenia dodatkowych chińskich sił zbrojnych na wschodzie Tybetu. Wkrótce chiński rząd rozpoczął działania skierowane przeciw tybetańskim wioskom i klasztorom, mające na celu ukaranie buntowników.
1 marca 1959 dalajlama otrzymał niespodziewane zaproszenie na „spektakl teatralny i herbatę” do sztabu chińskiej armii znajdującego się poza Lhasą. Dalajlama, który był w trakcie odbywania specjalnych nauk, przełożył datę spektaklu na 10 marca. 9 marca główny dowódca osobistej ochrony dalajlamy został odwiedzony przez chińskich oficerów. Nalegali oni, by dalajlama udał się ze swojej siedziby do sztabu wojskowego bez osobistej zbrojnej eskorty oraz bez tradycyjnej ceremonii i towarzyszącej mu procesji.
Wieść o zaproszeniu szybko rozeszła się wśród miejscowych Tybetańczyków budząc strach przed możliwością uprowadzenia ich przywódcy. 10 marca około 300 tys. Tybetańczyków otoczyło pałac dalajlamy, by zapobiec jego pojmaniu. To wydarzenie jest uważane za początek powstania w Lhasie, mimo tego, że chińskie wojska walczyły z partyzantką już od grudnia poprzedniego roku.
12 marca na ulicach Lhasy pojawiły się duże grupy protestujących, którzy deklarowali niepodległość Tybetu. Na ulicach wzniesione zostały barykady, a chińskie i tybetańskie siły zbrojne rozpoczęły fortyfikację pozycji wewnątrz i wokół Lhasy. Wystosowane zostały prośby o wspomaganie uzbrojonych rebelii poza miastem oraz podjęty został apel do konsula indyjskiego z prośbą o wsparcie.
Chińskie i tybetańskie oddziały kontynuowały rozmieszczanie swoich wojsk przez następne kilka dni. Chińska artyleria objęła swym zasięgiem letni pałac dalajlamy – Norbulingka. 15 marca przygotowania do ewakuacji dalajlamy z miasta nabrały tempa – tybetańskie oddziały zabezpieczały drogę ucieczki z Lhasy. 17 marca dwa pociski artyleryjskie spadły obok pałacu dalajlamy, przesądzając jego decyzję o emigracji.
Otwarte walki rozpoczęły się 19 marca, m.in. ostrzelane zostały Norbulingka i ważne klasztory Lhasy. Walki trwały tylko około dwóch dni, kończąc się dużymi stratami wśród Tybetańczyków.

## Wsparcie Stanów Zjednoczonych
Stany Zjednoczone finansowały trening i uzbrojenie dla tybetańskich partyzantów, wspomagając ich w roku powstania i przez następne kilka lat. W latach 1959–1964 tybetańscy partyzanci byli potajemnie szkoleni w Obozie Hale przez CIA.
Tybetański projekt nosił kryptonim ST Circus i był podobny do operacji CIA polegającej na trenowaniu kubańskich dysydentów, która później przerodziła się w inwazję w Zatoce Świń. W sumie w obozie Hale zostało wytrenowanych 259 Tybetańczyków. Część z nich została wysłana z powrotem do Tybetu, aby przyłączyć się do lokalnych grup oporu (większość z nich zginęła), inni zostali wysłani w różne części Tybetu w celu zbierania informacji, a jeszcze inni brali udział w przygotowywaniu ufundowanego przez CIA tybetańskiego ruchu oporu, który działał w okolicach Mustangu, w północnym Nepalu (1959–1974).

## Po zakończeniu powstania
Według szacunków Tybetańskiego Rządu na Uchodźstwie, blisko 86 tys. Tybetańczyków zginęło w trakcie walk związanych z powstaniem w 1959. Chińska Republika Ludowa kwestionuje te doniesienia. Narbulingka została zbombardowana przez blisko 800 pocisków, które zabiły nieznaną oficjalnie liczbę Tybetańczyków przebywających w pałacu i w okolicach niego. Trzy główne klasztory Lhasy – Sera, Ganden i Drepung zostały poważnie uszkodzone podczas ostrzału. Uszkodzenia klasztorów Sera i Drepung były tak duże, że ich naprawa nie była możliwa. Członkowie osobistej ochrony dalajlamy, którzy pozostali w Lhasie zostali rozbrojeni i publicznie straceni. Podobny los spotkał tych Tybetańczyków, którzy mieli w domach jakąkolwiek broń. Tysiące tybetańskich mnichów zostało straconych lub aresztowanych, a klasztory i świątynie wokół miasta zostały ograbione i zniszczone.